# Liste der Gouverneure von Bahia
Die Liste der Gouverneure von Bahia gibt einen Überblick über die Gouverneure des brasilianischen Bundesstaats Bahia seit der Sechsten Republik.
| Nr. | Name                     | Bild         | Partei | Beginn der Amtszeit        | Ende der Amtszeit |
| --- | ------------------------ | ------------ | ------ | -------------------------- | ----------------- |
| 41  | Waldir Pires             |              | PMDB   | 15. März 1987              | 14. Mai 1989      |
| 42  | Nilo Moraes Coelho       |              | PMDB   | 14. Mai 1989               | 15. März 1991     |
| 43  | Antônio Carlos Magalhães |              | PFL    | 15. März 1991              | 2. Apr. 1994      |
| 44  | Ruy Trindade             |              | —      | 2. Apr. 1994               | 2. Mai 1994       |
| 45  | Antônio Imbassahy        |              | PFL    | 2. Mai 1994                | 1. Jan. 1995      |
| 46  | Paulo Souto              |              | PFL    | 1. Jan. 1995               | 1. Jan. 1999      |
| 47  | César Borges             |              | PFL    | 1. Jan. 1999               | 5. Apr. 2002      |
| 48  | Otto Alencar             |              | PFL    | 5. Apr. 2002               | 1. Jan. 2003      |
| 49  | Paulo Souto              |              | PFL    | 1. Jan. 2003               | 1. Jan. 2007      |
| 50  | Jaques Wagner            |              | PT     | 1. Jan. 2007               | 1. Jan. 2011      |
| 50  | Jaques Wagner            | 1. Jan. 2011 | PT     | 1. Jan. 2015               |                   |
| 51  | Rui Costa                |              | PT     | 1. Jan. 2015               | 1. Jan. 2019      |
| 51  | Rui Costa                | 1. Jan. 2019 | PT     | amtierend                  |                   |
| 52  | Jerônimo Rodrigues       |              | PT     | 1. Jan. 2023 Amtsübernahme |                   |